# Above the Stag Theatre
L'Above the Stag Theatre è stato un teatro londinese, sito nel borgo di Lambeth. Il teatro era l'unico nel Regno Unito ad ospitare una programmazione che tratta esclusivamente tematiche LGBT.

## Storia
Il teatro fu fondato nel 2008 in una sala del pub Above the Stag, da allora demolito. Nel 2013 il teatro cambiò sede, trasferendosi a Vauxhall. Il teatro ospita due spazi scenici, un teatro con cento posti e uno studio che ospita sessanta spettatori.
La programmazione presenta opere di prosa, musical, concerti e pantomime, tutti caratterizzate dal trattare tematiche LGBT. Numerosi attori di alto profilo, tra cui Sir Ian McKellen, hanno calcato le scene del teatro, che ha ospitato prime mondiali e nuovi allestimenti di opere di Jonathan Harvey, Tennessee Williams e Larry Kramer, oltre che il primo revival londinese del musical dei Pet Shop Boys Closer to Heaven.
Il teatro ha chiuso definitivamente nell'agosto 2022.